# Кедрон Александрийский
Кедрон Александрийский (греч. Κέδρων Αλεξανδρείας; I век — 15 июня 106) — епископ (Патриарх) Александрийский (с 96 по 106 год) во время правления императора Траяна. По словам историка Церкви Евсевия, он был третьим епископом Александрийским. Однако, учитывая апостола Марка, считающегося первым, Кедрон будет четвёртым.
Он был одним из людей, принявших крещение от Апостола Марка в Александрии.
По кончине епископа Авилия Александрийского было решено избрать его преемником Кедрона. Произошло это в 96 году, во время правления римского императора Траяна.
Принял мученическую смерть 15 июня 106 года во время гонения, учинённого Траяном.
Память в коптском синаксаре на 21-й день месяца ба́уна.